# سلیویه
سلیویه (به صربی: Slivje) یک منطقهٔ مسکونی در صربستان است که در سورییگ واقع شده‌است. سلیویه ۱۳۰ نفر جمعیت دارد.